# Fathi Kamel
Fathi Kameel Matar Marzouq (23 de maio de 1955) é um ex-futebolista profissional kuwaitiano, que atuava como atacante.

## Carreira
Fathi Kamel fez parte do elenco da histórica Seleção Kuwaitiana de Futebol da Copa do Mundo de 1982. 